# Slesvig-senderen
 Der er for få eller ingen kildehenvisninger i denne artikel, hvilket er et problem. Du kan hjælpe ved at angive troværdige kilder til de påstande, som fremføres i artiklen.

Slesvig-senderen er et 139 meter høj TV-tårn i Slesvig by i det nordlige Slesvig-Holsten. Tårnet, der i folkemunde blev kaldt Slikigger (på plattysk Schliekieker), blev opført i årene 1988 til 1992, og bruges for at transmittere fjernsyn- og radiosignaler. Desuden fungerer senderen som telekommunikationstårn, der forsyner byen og det omkringliggende område i Sydslesvig med telekommunikations-signaler. Nederste del er 101 meter høj og bygget af jernbeton. Soklen har en diameter på 19 meter. Tårnet er ikke tilgængeligt for offentligheden.
Senderen er beliggende i et erhvervsområde nordvest for Slesvig midtby.
54°31′40″N 9°31′45″Ø / 54.52778°N 9.52917°Ø